# 三鷹之森吉卜力美術館

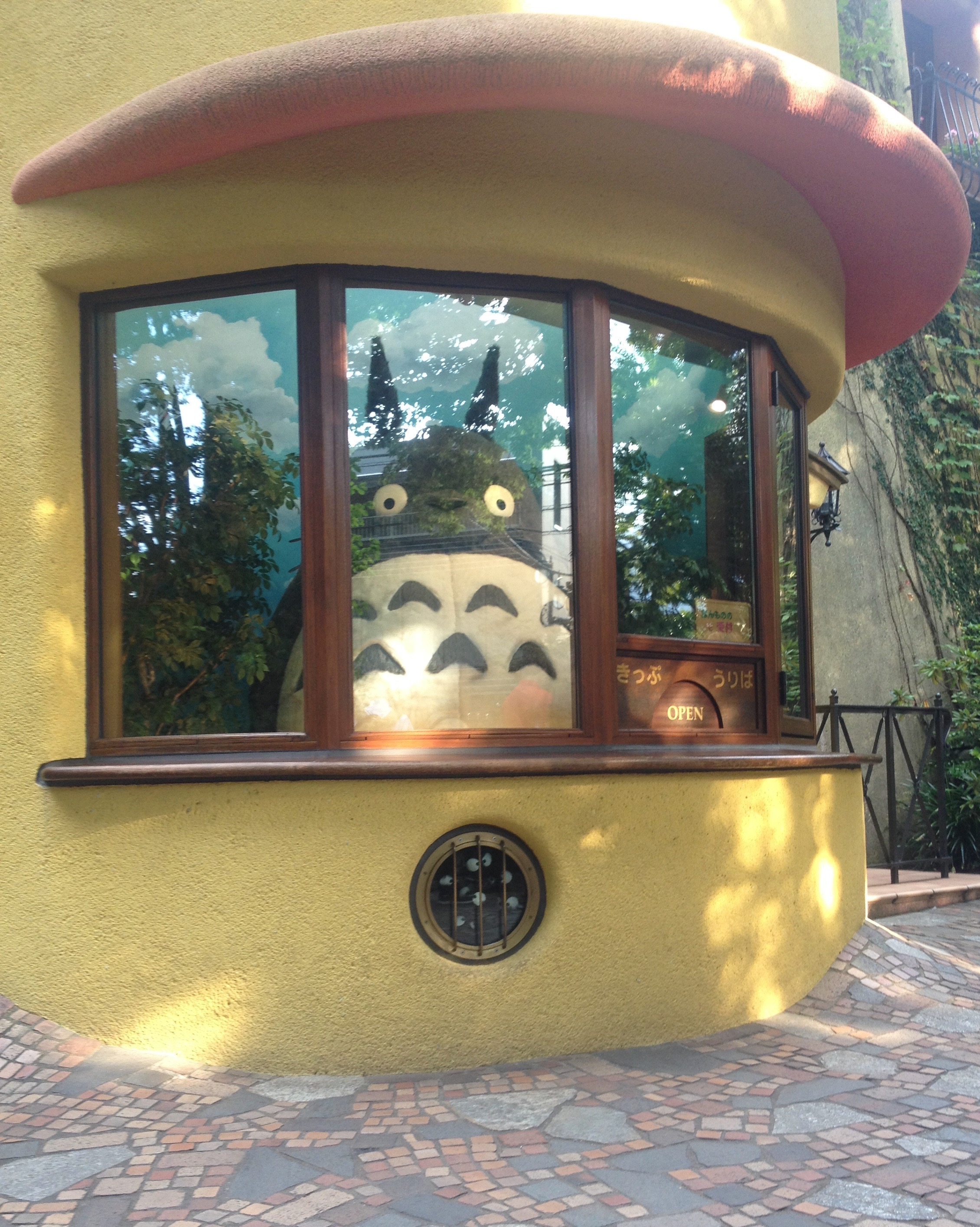

三鷹之森吉卜力美術館（日语：／ Mitaka no Mori Jiburi Bijutsukan */?），又稱吉卜力美术馆，是位於日本東京都三鷹市的動畫美術館。正式名稱為三鷹市立動畫美術館。该馆由三鷹市政府以指定方式交由德間紀念動畫文化財團运营，營利性收入則由株式會社曼馬由特隊管理。
館主由吉卜力工作室的代表人物宮崎駿擔任。首任館長是宮崎駿長子宮崎吾朗，2005年6月24日由中島清文接任第二任館長。
2020年2月23日由於受到COVID-19疫情並延燒至日本影響開始休館，為首度因為防疫休館。

## 展覽內容

### 常设展览
常设展览包括動畫的原理、原始的動畫片展示，重現製作工作室的場景，可以看到歷年吉卜力作品的原稿等資料。
- 《龍貓》中的貓巴士（小朋友可以進入其中遊玩）
- 屋頂上的機器人士兵（ロボット兵，來自動畫作品《天空之城》）、天空之城拉普達的中樞石碑（上面刻了拉普達文字）
- 圖書閱覽室：收藏許多兒童文學書籍（角野榮子的《魔女宅急便》等），還有吉卜力的相關書籍，可以購買。
- 映像展示室「土星座」：放映美術館專用的動畫電影，以及與企劃主題展覽相關的作品。放映室可容納80人，對應DTS音訊。
- 龍貓的售票亭（トトロのニセ受付）
- 咖啡廳「草帽」（麦わらぼうし）：提供獨創的餐點
- 商店「曼馬由特」（名稱來自作品《紅豬》中的空賊團）：銷售與吉卜力工作室和企劃展示內容相關的紀念品

### 专题展览
专题展览是以特定的作品和作家、製作工作室為主的展覽。馆内举行的专题展览如下：
| 日期                  | 中文名称                             | 日文名称 |
| --------------------- | ------------------------------------ | -------- |
| 2001年10月－2002年9月 | 千与千寻主题展览                     |          |
| 2002年10月－2004年5月 | 天空之城与幻想科学机械主题展览       |          |
| 2003年11月－2004年5月 | 尤里·诺里斯金主题展览                |          |
| 2004年5月－2005年5月  | 皮克斯动画工作室主题展览             |          |
| 2005年5月－2006年5月  | 阿尔卑斯山的少女海蒂主题展览         |          |
| 2006年5月－2007年5月  | 阿德曼动画主题展览                   |          |
| 2007年5月 - 2008年5月 | 金发姑娘和三只熊主题展览             |          |
| 2008年5月 - 2009年5月 | 小卢浮宫主题展览                     |          |
| 2009年5月 - 2010年5月 | 悬崖上的金鱼公主主题展览             |          |
| 2010年5月 - 2011年6月 | 吉卜力工作室森林主题电影展           |          |
| 2011年6月 - 2012年5月 | 龙猫巴士沿途风景主题展览             |          |
| 2012年6月 - 2013年5月 | “插画之赐——流行文化的源泉”主题展览   |          |
| 2013年6月 - 2014年5月 | “吉卜力的森林”主题摄影展             |          |
| 2014年5月 - 2015年5月 | 童话宝藏——胡桃夹子玩偶与硕鼠主题展览 |          |

### 馆内专用电影
- 2001年－捕鯨記（くじらとり）
- 2002年－可羅的大散步（コロの大さんぽ）
- 2002年－小梅與龍貓巴士（めいとこねこバス）
- 2002年－幻想的飛行器們（空想の空飛ぶ機械達）
- 2006年－水蜘蛛紋紋（水グモもんもん）
- 2006年－買下星星的日子（星をかった日）
- 2006年－尋找棲所（やどさがし）

## 外部連結
- 吉卜力美術館官方網站（页面存档备份，存于）
- 订票指南（页面存档备份，存于）
- Studio Ghibli Museum // Nausicaa.net（页面存档备份，存于） （英文）